# Peintures murales du Soleil et de la Lune
Les peintures murales du Soleil et de la Lune sont une paire de peintures murales de céramique conçus par l'artiste catalan Joan Miró et Josep Llorens Artigas exécuté après la proposition 1955 pour le siège de l'UNESCO à Paris. Installé à l'origine sur la place de Fontenoy, finalement déplacé à l'intérieur du bâtiment pour les protéger contre les intempéries et les pluies acides.

## Histoire
Miró déménage durant l'année 1956 à Mallorca où il dispose d'un grand atelier conçu par son ami Josep Lluís Sert. C'est à cette époque qu'il reçoit la commande de deux murs de céramiques pour le siège de l'UNESCO à Paris. Ceux-ci mesurent respectivement 3 × 15 mètres et 3 × 7,5 mètres et sont inaugurés en 1958. Bien que Miró ait déjà travaillé avec de grands formats, il ne l'avait jamais fait en utilisant des céramiques. Aux côtés du céramiste Josep Llorens, il développe au maximum les techniques de cuisson pour réaliser un fond dont les couleurs et textures ressemblent à ses peintures de la même époque. La composition doit avoir pour thème le soleil et la lune. Selon les paroles de Miró :

« (...) l'idée d'un grand disque rouge intense s'impose pour le mur le plus grand. Sa réplique sur le mur plus petit serait un quart de croissant bleu, imposé par l'espace plus petit, plus intime, pour lequel il est prévu. Ces deux formes que je voulais très colorées, il fallait les renforcer par un travail en relief. Certains éléments de la construction, comme maintenant la forme des fenêtres, m'ont inspiré des compositions en écailles et les formes des personnages. J'ai cherché une expression brutale sur le grand mur, une suggestion poétique sur le petit »

— Joan Miró